# Алиев, Ислам Исмаилович
Ислам Исмаилович Алиев (род. 18 сентября 2001) — российский борец греко-римского стиля, серебряный призёр чемпионата Европы 2024 года, чемпион России, призёр первенства Европы среди кадетов, победитель I-х Игр стран СНГ.

## Карьера
Чеченец. Выступает в средней весовой категории (до 72 кг). Является воспитанником борцовского клуба «Ахмат». Его тренирует Заслуженный тренер СССР и России Пазлу Умаров. В 2018 году в Скопье (Северная Македония) Алиев завоевал серебро первенства Европы среди кадетов в категории до 48 кг.
В 2021 году в Ростове-на-Дону он выиграл бронзу чемпионата России в категории до 72 кг. В том же году стал чемпионом мира среди юниоров и победителем I-х Игр стран СНГ. В августе 2023 года Ислам стал первым на Международном фестивале университетского спорта в Екатеринбурге. В 2024 году впервые стал чемпионом России в весе до 82 кг. В феврале 2024 года стал финалистом чемпионата Европы в Бухаресте (Румыния).

## Выступления на чемпионатах страны
- Чемпионат России по греко-римской борьбе 2021 — ;
- Международный фестиваль университетского спорта 2023 — ;
- Чемпионат России по греко-римской борьбе 2024 — ;
- Чемпионат России по греко-римской борьбе 2025 — ;

## Международные достижения
- Чемпионат Европы по борьбе 2024 года — ;
- Чемпионат Европы по борьбе среди спортсменов до 23 лет 2024 — ;